# Kanle, Sagar
Kanle là một làng thuộc tehsil Sagar, huyện Shimoga, bang Karnataka, Ấn Độ.